# 太和镇 (广州市)
太和镇是中华人民共和国广东省广州市白云区下辖的一个行政建制镇，位于白云区中部。辖区总面积164.42平方公里，下辖3个社区、11个行政村，总人口105,534人，其中本地户籍人口7.13万人，外来常住人口4.92万人。镇内有省级森林公园帽峰山森林公园。

## 行政区划
太和镇下辖以下地区：
興豐村、穗豐村、和龍村、草莊村、謝家莊村、頭陂村、田心村、沙亭村、營溪村、大瀝村、白山村、和珊社區、聯昇社區和豐泰社區。

## 交通

### 公路
太和鎮的主要道路有 广韶高速公路、 广河高速、 華南快速幹線。 廣州北二環高速公路、 廣從公路、 鶴龍路、 115省道（大源路、沙太路、廣州大道北）、 116省道（北太路、興太路）、 378省道（興太路）。

### 地铁
█14号线：太和站。